# Austrophlugis debaari
Austrophlugis debaari är en insektsart som beskrevs av Rentz, D.C.F. 2001. Austrophlugis debaari ingår i släktet Austrophlugis och familjen vårtbitare. Inga underarter finns listade i Catalogue of Life.